# Pharaphodius lacunosus
Pharaphodius lacunosus är en skalbaggsart som beskrevs av Schmidt 1911. Pharaphodius lacunosus ingår i släktet Pharaphodius och familjen Aphodiidae. Inga underarter finns listade i Catalogue of Life.